# Liste der kaiserlichen Generale der Frühen Neuzeit/N
Legende: * geboren | ~ getauft | † gestorben | ⚔ gefallen | Zu den Rangbezeichnungen siehe auch Generalsränge auf der Startseite.
- Franz Joseph Graf Nádasdy von Fogáras

* 166. † 1722. Laufbahn: 24. Mai 1704 Generalfeldwachtmeister, 1. Juni 1707 Feldmarschalleutnant, 23. Oktober 1714 General der Kavallerie
- Franz Leopold Graf Nádasdy von Fogáras

* 30. September 1708 † 22. März 1783. Laufbahn: 31. August 1741 Generalfeldwachtmeister, 2. Januar 1744 Feldmarschalleutnant, 12. Juni 1754 mit Rang vom 25. November 1748 General der Kavallerie, 8. Mai 1758 mit Rang vom 30. April 1758 Feldmarschall
- Thomas Graf Nádasdy von Fogáras

* 13. August 1749 † 20. März 1800. Laufbahn: 10. April 1783 mit Rang vom 14. März 1783 Generalmajor, 16. Januar 1790 Feldmarschalleutnant
- Ludwig Kaspar von Nagel

* ? † ?. Laufbahn: 9. August 1751 Generalfeldwachtmeister
- Franz Freiherr Nagy von Felsö-Eör

* 1738 † 14. März 1815. Laufbahn: 22. März 1798 mit Rang vom 19. März 1798 Generalmajor und im Ruhestand
- Walrad Fürst von Nassau-Saarbrücken-Usingen[1]

* 24. Februar 1635 † 17. Oktober 1702. Laufbahn: 1664 oberrheinischer Generalwagenmeister, 1672 niederländischer Generalleutnant, 1673 General der Kavallerie, 15. Juli 1689 Feldmarschall; 10. Oktober 1690 kaiserlicher Feldmarschall
- Friedrich Wilhelm Georg Prinz von Nassau-Dietz und Oranien

* 15. Februar 1774 † 6. Januar 1799. Laufbahn: 17. April 1796 mit Rang vom 19. Mai 1796 Generalmajor, 30. Oktober 1797 mit Rang vom 29. Oktober 1797 Feldmarschalleutnant, 15. November 1798 mit Rang vom 14. November 1798 Feldzeugmeister
- Ludwig Heinrich Fürst von Nassau-Dillenburg

* 9. Mai 1594 † 2. oder 12. Juli 1662. Laufbahn: 1635 Generalfeldwachtmeister
- Emanuel Ignaz Fürst von Nassau-Siegen

* 6. Januar 1678 † 9. August 1735. Laufbahn: 8. Dezember 1723 Generalfeldwachtmeister, 1. Dezember 1733 Feldmarschalleutnant
- Johann VIII. Graf von Nassau-Siegen

* 29. September 1583 † 27. Juli 1638. Laufbahn: 1. Juli 1629 Feldmarschall; 1631 spanischer General der Kavallerie
- Friedrich August Herzog von Nassau-Usingen

* 23. April 1738 † 24. März 1816. Laufbahn: 25. April 1764 mit Rang vom 1. Januar 1760 Generalfeldwachtmeister, 1. Mai 1773 mit Rang vom 10. November 1767 Feldmarschalleutnant, 8. September 1787 mit Rang vom 15. Februar 1785 General der Kavallerie, 1790 mit Rang vom 22. Oktober 1790 Feldmarschall, 29. März 1815 best.
- Johann Ernst Fürst von Nassau-Weilburg

* 13. Juni 1664 † 27. Februar 1719. Laufbahn: hessen-kasselscher Generalmajor; 1697 kurpfälzischer Generalmajor, 18. Februar 1704 Feldmarschall; 9. April 1697 kaiserlicher General der Kavallerie, 18. Februar 1704 Feldmarschall
- Karl August Fürst von Nassau-Weilburg

* 17. September 1685 † 9. November 1753. Laufbahn: 1726 oberrheinischen General; 7. Juni 1727 kaiserlicher Feldmarschalleutnant, 30. Mai 1735 General der Kavallerie.
- Ludwig Graf von Nasselli

* ? † ?. Laufbahn: 9. Februar 1759 mit Rang vom 12. März 1758 Generalfeldwachtmeister, 19. Januar 1771 mit Rang vom 10. Oktober 1766 Feldmarschalleutnant
- Gerhard Graf von der Nath

* 1666 † 12. Juli 1740. Laufbahn: 1706 holstein-gottorfscher Generalleutnant; 1. Oktober 1722 kaiserlicher General der Kavallerie
- Friedrich August Joseph Xaver Graf von Nauendorff

* 3. August 1749 (28. April 1741?) † 30. Dezember 1801. Laufbahn: 16. März 1793 mit Rang vom 4. Dezember 1791 Generalmajor, 1. März 1797 mit Rang vom 22. Januar 1797 Feldmarschalleutnant, 1800 im Ruhestand
- Karl Wilhelm Freiherr von Nauendorff

* 11. Mai 1716 † 1777. Laufbahn: 19. Juli 1758 Generalfeldwachtmeister, 27. Juni 1760 mit Rang vom 1. Mai 1760 Feldmarschalleutnant
- Don Jerónimo de Nava y Cerrato, Conde de Nava

† 12. Juni 1755. Laufbahn: 10. Februar 1731 Generalfeldwachtmeister, 10. September 1741 Feldmarschalleutnant, 12. Juni 1754 mit Rang vom 15. November 1748 Feldzeugmeister
- Joseph de Navarro

* ? † ?. Laufbahn: 2. August 1760 mit Rang vom 27. März 1759 Generalfeldwachtmeister
- Rafael Conde de Nebot

† 1733. Laufbahn: 1707 spanischer Generalwagenmeister; 1. Oktober 1723 kaiserlicher Feldmarschalleutnant
- Ottavio Graf von Negrelli

† 23. September 1703. Laufbahn: 19. November 1685 Generalfeldwachtmeister, 4. Mai 1689 Feldmarschalleutnant, 9. Juni 1695 Feldzeugmeister
- Juan Maestro de Negrete

* ? † ?. Laufbahn: 5. März 1735 Generalfeldwachtmeister
- Dietrich Heinrich Freiherr von Nehem (Neheim)

† 8. Februar 1716. Laufbahn: 13. Juni 1695 Generalfeldwachtmeister, 29. Dezember 1700 Feldmarschalleutnant, 13. Mai 1704 Feldzeugmeister
- Albert Adam Graf von Neipperg

* 8. April 1775 † 22. Februar 1829. Laufbahn: 24. Mai 1809 Generalmajor, 20. Oktober 1813 Feldmarschalleutnant
- Eberhard Friedrich Freiherr von Neipperg

* 17. Februar 1655 † 10. August 1725. Laufbahn: 25. September 1701 Generalfeldwachtmeister, 14. Mai 1704 Feldmarschalleutnant, 16. März 1708 Feldzeugmeister, 2. Mai 1717 Feldmarschall
- Wilhelm Reinhard Graf von Neipperg

* 27. Mai 1684 † 26. Mai 1774. Laufbahn: 4. November 1723 Generalfeldwachtmeister, 20. November 1733 Feldmarschalleutnant, 2. Mai 1735 Feldzeugmeister, 19. März 1741 mit Rang vom 12. April 1741 Feldmarschall
- Georg Graf Nemes von Hidvég

* 1748 † 27. Februar 1808. Laufbahn: 11. September 1783 mit Rang vom 6. Dezember 1791 Generalmajor, 1800 im Ruhestand
- Johann Franz Hermann Graf von Nesselrode zu Roth und Grimberg

* 13. März 1671 † 3. Februar 1751. Laufbahn: 12. Mai 1716 Generalfeldwachtmeister, 3. Juli 1723 Feldmarschalleutnant, 7. Dezember 1728 Feldzeugmeister, 22. März 1741 Feldmarschall
- Andreas Freiherr von Neu

* 20. Juni 1734 † 21. Dezember 1803. Laufbahn: 13. September 1789 mit Rang vom 4. September 1789 Generalmajor, 4. März 1796 mit Rang vom 1. August 1794 Feldmarschalleutnant, 1800 im Ruhestand
- Johann Franz Freiherr von Neuforge de la Neuveforge

* ? † ?. Laufbahn: 26. Januar 1718 Generalfeldwachtmeister
- Franz Ludwig Freiherr Neugebauer von Cadan

* 1731 † 24. Juni 1808. Laufbahn: 25. April 1775 mit Rang vom 29. Mai 1771 Generalmajor, 9. September 1786 mit Rang vom 3. September 1786 Feldmarschalleutnant, 1799 im Ruhestand
- Johann Kaspar Graf von Neuhaus und Sankt-Mauro

* 23. April 1704 † 7. März 1768 oder 16. (?) Juni 1750. Laufbahn: 17. März 1742 Generalfeldwachtmeister, 27. Juni 1746 Feldmarschalleutnant
- Darius Freiherr von Neuhaus

* nach 1613 † .... Laufbahn: 15. Juni 1671 Generalfeldwachtmeister (Titel)
- Johann Gottlieb Freiherr von Neustädter

† 29. März 1822. Laufbahn: 1. Januar 1807 mit Rang vom 24. Mai 1805 Generalmajor, 25. September 1809 Feldmarschalleutnant, 7. Oktober 1815 im Ruhestand
- Franz von Nicoletti

† 24. August 1808. Laufbahn: 9. Dezember 1795 mit Rang vom 23. Mai 1794 Generalmajor
- Franz Leodegar von Nideröst

* 1646 † 14. Juni 1711. Laufbahn: 4. April 1711 mit Rang vom 26. April 1708 Generalfeldwachtmeister
- Joseph Franz Anton Freiherr von Nideröst

* 1680 † 1746. Laufbahn: 22. April 1736 Generalfeldwachtmeister
- Christoph Ferdinand Graf von Nimptsch, Freiherr von Oels

* 1751 † 18. Dezember 1809. Laufbahn: 1. Mai 1797 mit Rang vom 11. Juni 1797 Generalmajor, März 1805 mit Rang vom 25. März 1805 Feldmarschalleutnant
- Joseph Graf von Nimptsch, Freiherr von Oels

* 1755 † 3. Januar 1838. Laufbahn: 6. März 1800 mit Rang vom 9. März 1800 Generalmajor, 22. Januar 1808 Feldmarschalleutnant, 2. November 1827 General der Kavallerie
- Johann Baptist Graf von Nobili

† 21. März 1801. Laufbahn: 6. September 1796 mit Rang vom 20. Juli 1794 Generalmajor, 1800 im Ruhestand
- Johann Benedikt Graf von Nobili

* um 1758 † 10. Oktober 1823. Laufbahn: 15. August 1808 Generalmajor, 6. Mai 1815 Feldmarschalleutnant
- Johann Alexander de Sainte-Aldegonde, Graf von Noircarmes

† zwischen Juni und Sept. 1690. Laufbahn: 6. Mai 1690 Generalfeldwachtmeister
- Leonhard Mathias Van der Noot, Freiherr von Kieseghem

† 11. April 1753. Laufbahn: 14. November 1736 Generalfeldwachtmeister
- Joseph-Armand Freiherr von Nordmann

* 31. August 1759 ⚔ bei Wagram 6. Juli 1809. Laufbahn: 1. September 1804 mit Rang vom 25. Dezember 1802 Generalmajor, 24. Mai 1809 Feldmarschalleutnant
- Ernst Christoph Freiherr von Normann

* 1716/17 † 2. April 1770. Laufbahn: 3. August 1768 mit Rang vom 27. Januar 1760 Generalfeldwachtmeister
- Friedrich Moritz Graf von Nostitz-Rieneck

* 4. Oktober 1728 † 19. November 1796. Laufbahn: 19. Februar 1766 Generalfeldwachtmeister, 19. Januar 1771 mit Rang vom 25. Februar 1767 Feldmarschalleutnant, 28. März 1785 mit Rang vom 26. März 1785 General der Kavallerie, 15. Mai  (7. April  ?) 1796 Feldmarschall
- Johann Nepomuk Graf von Nostitz-Rieneck

* 24. März 1768 † 22. Oktober 1840. Laufbahn: 15. November 1800 mit Rang vom 27. Januar 1801 Generalmajor, 18. Mai 1809 Feldmarschalleutnant, 26. Juni 1821 im Ruhestand
- Francesco Ferrante Marchese di Villani-Novati

† 29. Dezember 1748. Laufbahn: 3. September 1741 Generalfeldwachtmeister, 26. Juni 1746 Feldmarschalleutnant
- Ignaz Freiherr von Nowak

* 12. November 1751 † 27./28. Mai 1820. Laufbahn: 2. April 1807 mit Rang vom 4. Juni 1805 Generalmajor, 13. Dezember 1811 Feldmarschalleutnant, 18. November 1815 im Ruhestand
- Ignaz von Nowak

† 19. März 1826. Laufbahn: 2. September 1813 Generalmajor
- Jacques-Louis Comte de Noyelles en Falais[2]

† 13. April (11. Mai ?) 1708. Laufbahn: niederländischer General der Infanterie; 30. Januar 1706 kaiserlicher Feldmarschall
- Laval Graf Nugent von den Grafen von Westmeath, Princeps Romanus

* 3. November 1777 † 21. August 1862. Laufbahn: 24. Mai 1809 Generalmajor, 30. April 1815 Feldmarschalleutnant, 18. September 1838 Feldzeugmeister, 16. Oktober 1849 Feldmarschall
- Jakob Robert Graf von Nugent von den Grafen von Westmeath

* 1720 † 29. März 1794. Laufbahn: 21. Februar 1760 mit Rang vom 4. August 1759 Generalfeldwachtmeister, 19. Januar 1771 mit Rang vom 26. August 1767 Feldmarschalleutnant